# Korugar
Korugar è un pianeta immaginario nell'Universo DC. Comparve per la prima volta in Green Lantern n. 7 (luglio/agosto 1961), e fu creato dallo scrittore John Broome e dall'artista Gil Kane.

## Sfondo
Korugar si trova nel settore spaziale 1417, come designato dai Guardiani dell'Universo. È la casa dell'ex Lanterna Verde Sinestro, così come del suo rimpiazzo, la Lanterna Verde Katma Tui, e il suo successore, la Lanterna Verde Soranik Natu. Gli altri pianeti ad avere così tante Lanterne Verdi sono la Terra e Graxos IV (casa di Arisia). La capitale di Korugar è Korugar City.

## L'epoca di Sinestro
I nativi di Korugar sono umanoidi, in apparenza, con la pelle rossastra. Il loro pianeta era un posto pacifico finché la loro prima Lanterna Verde, Sinestro, divenne corrotto. Volendo assicurare che Korugar fosse un luogo di ordine, Sinestro divenne un dittatore, e governò l'intero pianeta con il pugno di ferro. Quando i Guardiani seppero dei crimini di Sinestro, lo privarono dell'anello e lo esiliarono nell'universo anti-materiale di Qward. Katma Tui, leader della resistenza planetaria contro Sinestro, fu reclutata come rimpiazzo dell'ex Lanterna Verde. Tuttavia, a causa del regno soppressivo di Sinestro, i Korugariani arrivarono a vedere il simbolo delle Lanterne Verdi come un simbolo di tirannia, e rinnegarono Katma, soprannominandola "La Perduta".
La sfiducia dei Korugariani verso i Guardiani era ancora forte quando Soranik Natu fu reclutata, dato che fu schernita ed allontanata dai suoi colleghi quando ricevette l'anello, e finì per perdere il suo lavoro come dottore e costretta a vivere per strada. Però, dopo che cominciò ad utilizzare il suo anello come strumento medico per aiutare i senzatetto di Korugar, utilizzò (involontariamente) il suo anello contro il corrotto governo che avrebbe dovuto prendersi cura del pianeta. Sinestro tentò di approfittare della situazione per fare sì che Natu prendesse il controllo di Korugar e le fu addirittura ordinato durante la guerra contro i Sinestro Corps, ma lei riuscì a sconfiggerlo e aiutò il suo Corpo sulla Terra.
Korugar fu successivamente scelto come sito per l'esecuzione di Sinestro. Tuttavia, fu liberato dai membri del Corpo delle Lanterne Rosse, da cui in seguito riuscì a fuggire. Ai Korugariani la cosa non piacque, rimproverando le Lanterne Verdi del fallimento.
Korugar fu in seguito invaso dal Mongul Corps, una fazione staccatasi dai Sinestro Corps, guidata dall'omonimo tiranno intergalattico, Mongul. I Korugariani furono liberati dalla tirannia di Mongul dallo stesso Sinestro, che utilizzò gli anelli del suo nemico per imprigionare Mongul all'interno della Batteria del Potere Centrale del proprio Corpo.